# 羅比·威爾斯
羅伯特·「羅比」·威爾斯（英語：Robert "Robby" Wells；1968年4月10日—），是美國政治家和前大學美式足球教練和球員，曾在2008－2009年度擔任喬治亞州薩凡納薩凡納州立大學美式足球隊的首席教練。
威爾斯曾在2012年美國總統選舉中尋求憲法黨的總統候選人提名，但不成功；而在2016年美國總統選舉裡，威爾斯則在2013年9月24日宣布尋求獲得民主黨的提名。

## 大學足球生涯
威爾斯在傅爾曼大學參與美式足球運動，擔任後衛及外接員；曾參與1988年國家大學體育協會第1部足球錦標賽分區全國冠軍隊。

## 外部連結
- 2016年美國總統選舉競選網站